# 깨어라!
깨어라!(영어: Awake!)는 여호와의 증인이 정기적으로 발행하는 성경 관련 출판물(잡지)이다.

## 발행 역사와 배부 수량
100여 년의 역사를 가지고 있는 성경 관련 출판물로서, 여호와의 증인 비영리 법인체인 미국 워치타워 성서책자 협회가 1919년부터 발행하기 시작했다. 16면으로 이루어진 잡지 형식으로 2018년부터 연 3회, 매호 224개 언어로 전 세계에 6,809만 부가량 생산 배부되고 있다. '이 출판물은 세계적 성경 교육 활동을 위해 발행되며, 비용은 자발적인 기부로 충당'되고 있는 것이 특징이다. 대한민국에서는 1959년 9월 8일에 창간되어 발행되기 시작했다. 자매지로는 《파수대》지가 있으며 357개 언어로 매호 9,328만부 이상 발행되고 있다.

## 발행 목적
발행 목적을 이렇게 설명하고 있다 "이 잡지의 발행 목적은 가족 전체에게 계몽적인 지식을 전달하는 것입니다. 이 잡지는 오늘날의 여러 가지 문제에 대한 타개책을 제시합니다. 이 잡지는 뉴스를 전하며, 여러 나라의 사람들을 소개하고, 종교 및 과학 기사를 게재합니다. 그러나 거기에서 그치지 않습니다. 내면을 파헤쳐서 현대 사건 배후의 진정한 의미를 지적해 줍니다. 그러면서도 이 잡지는 항상 정치적으로 중립을 유지하며 특정 인종을 옹호하지 않습니다. 더 나아가, 이 잡지의 가장 중요한 역할은 현재의 악하고 불법한 사물의 제도를 이제 곧 평화롭고 안전한 신세계로 대치하시겠다는 창조주의 약속에 대한 확신을 심어 주는 것입니다." (출처:깨어라 2012년 12월 1일호 4면 발행 목적)

## 같이 보기
- 파수대
- 여호와의 증인